# Takara, la nuit où j'ai nagé
Pour plus de détails, voir Fiche technique et Distribution.
Takara, la nuit où j'ai nagé (泳ぎすぎた夜, Oyogisugita yoru) est un film franco-japonais réalisé par Damien Manivel et Kohei Igarashi (ja), sorti en 2018.

## Synopsis
Un garçon de 6 ans, Takara, est réveillé une nuit par son père pêcheur qui part travailler. Ne parvenant pas à se rendormir, il fait un dessin de poisson sur une feuille de papier qu'il glisse dans son cartable, pour donner le dessin à son père. Au matin, sur le chemin de l'école, encore somnolent, il s'écarte du sentier et se perd dans la neige. Le garçon monte dans un train qui l'amène dans une grande ville et tente de retrouver le chemin de sa maison. Il reprend quelques forces dans un centre commercial, puis repart. Il se réfugie dans une voiture ; le conducteur découvre Takara et le reconduit chez lui où il retrouve son père.

## Fiche technique
- Titre français : Takara, la nuit où j'ai nagé
- Titre japonais : 泳ぎすぎた夜, Oyogisugita yoru
- Réalisation : Damien Manivel et Kohei Igarashi (ja)
- Scénario : Damien Manivel et Kohei Igarashi
- Photographie : Wataru Takahashi
- Son : Jérôme Petit
- Musique : Jérôme Petit
- Montage : William Laboury
- Production : MLD Films - Shellac - Nobo
- Distribution : Shellac
- Pays de production :  France -  Japon
- Langue originale : japonais
- Durée : 78 minutes
- Dates de sortie :
  - 4 septembre 2017 : première mondiale à la Mostra de Venise
  - septembre 2017 : première internationale au San Sebastian Festival (Espagne)
  - 12 mars 2018 : avant-première française à la Cinémathèque Nationale[1]
  - mars 2018 : sorties en avant-première au Méliès (Montreuil), au Luminor (Paris), au Ciné 104 (Pantin), au Caméo (Metz), au Studio (Tours) et au Select (Saint-Jean de Luz)
  - France : 2 mai 2018
  - Japon : 14 avril 2018

## Distribution
- Takara Kogawa
- Keiki Kogawa
- Takashi Kogawa
- Chisato Kogawa

## Distinctions
- 2017 : Prix du Jury étudiant du festival international Tokyo FILMeX pour Takara, la nuit où j'ai nagé

## Sélections
- 2017 : Mostra de Venise, sélection Orizzonti[2]
- 2017 : San Sebastian Film Festival
- 2017 : Festival du film de Belfort - Entrevues (séance spéciale)[3]
- 2018 : IBAFF, festival international du cinéma de la ville de Murcia (Espagne)
- 2018 : Sofia International Film Festival
- 2018 : Vilnius Film festival
- 2018 : Prague Film Festival Febiofest
- 2018 : International Film Festival of Uruguay, Montevideo